# Классификация танков

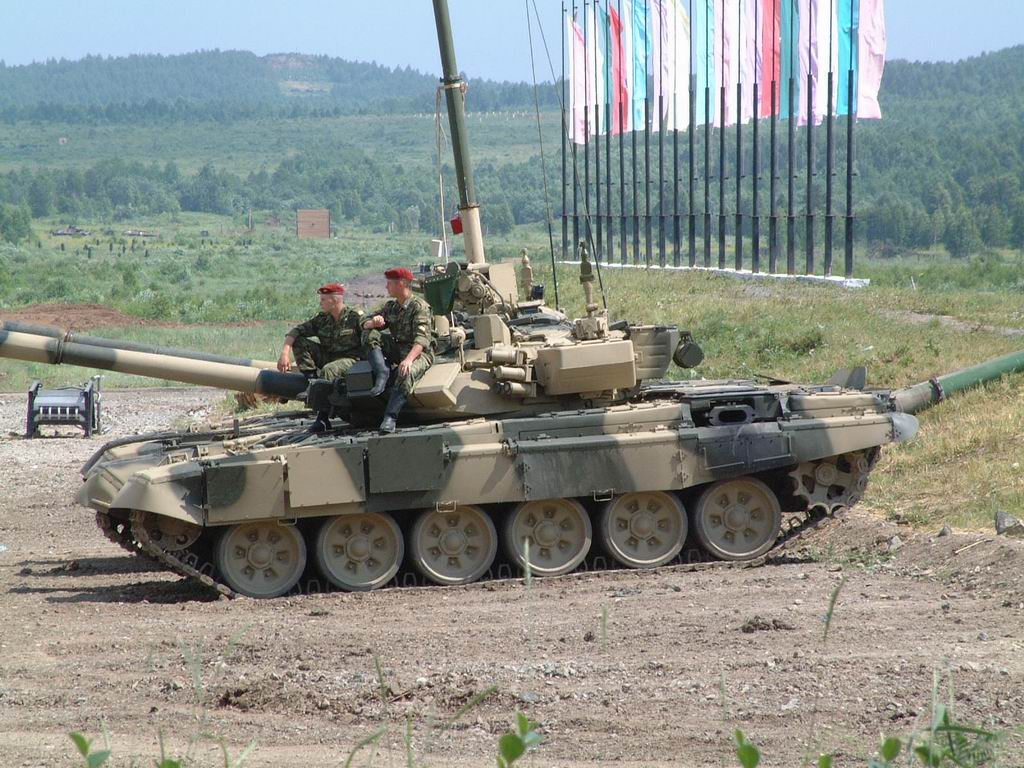
Основной боевой танк Т-90

Классификация танков — деление (классификация) танков, как боевой машины, по видам и типам, в зависимости от конструкции, массы, использования их свойств и основных признаков.
В разное время, в разных государствах существовало и существует большое количество классификаций танков в зависимости от их веса, бронирования, вооружения, проходимости, скорости, компоновки, радиуса действия, военной доктрины, теории стратегии и тактики, используемых технологий и времени создания и производства, того или иного военного дела. Танкостроение в течение Первой мировой войны достигло следующих размеров на заводах (единиц):
- Англии — 2 560;
- Франции — 4 330;
- Германской империи — до 30.

В предвидении кампании Великой войны 1919 года англичане дали своим заводам заказ на 3 000 танков, французы — 3 000 танков, немцы — 1 000 танков и США (включая заказ французов и англичан) — 23 400 танков. Танки классифицировались (распределялись) по применению, массе, вооружению и базе.

## Танки Первой мировой войны

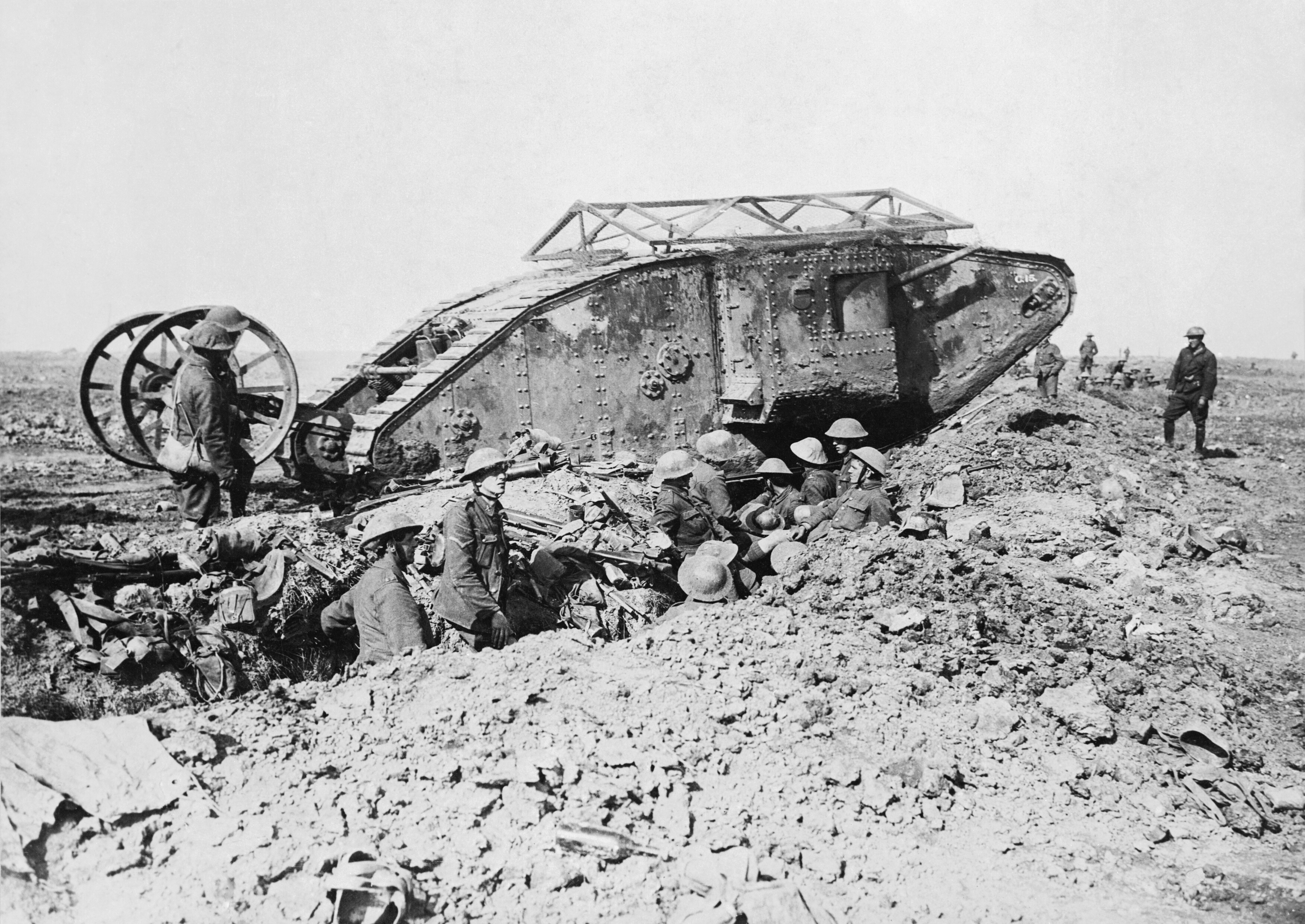
Танк Mark I «Самец» (1916 г.)

Первые танки появились в ходе Первой мировой войны. Танк Mark I, впервые использованный англичанами в бою против германской армии, выпускался в двух модификациях: «самка» (англ. Female) — с пулемётным вооружением, и «самец» (англ. Male) — с двумя пулемётами и двумя 57-мм пушками. Впоследствии свои первые танки разработали Франция, Германия и ряд других государств. Танки того времени распределялись прежде всего по массе: лёгкие, средние и тяжёлые.
Согласно опыту Первой мировой войны, различали два основных типа танков и третий тип — специальные танки или танки особого назначения:
1. быстроходные танки сопровождения;
2. тяжёлые большие танки или танки прорыва;
3. танки особого назначения (специальные танки) — радиотанки, сапёрные танки, химические танки, транспортные танки и др..

В чисто конструктивном отношении различали следующие виды танков:
1. танки с металлическими гусеницами: а) жёсткого типа; б) подрессоренные;
2. танки на резиновой гусенице (системы Кегресс-Ситроен) с передними или задними управляемыми колёсами, т.е. полугусеничные танки. К системе полугусеничных танков относится танк Мартеля.
3. колёсно-гусеничные танки (к этому же типу, но несколько изменённой конструкции, относили американский танк Кристи, называемый «амфибия-танк»;[1]

По вооружению: пулемётные, пушечные (артиллерийский танк) и смешанного вооружения.

## Танки 1930—1945 годов

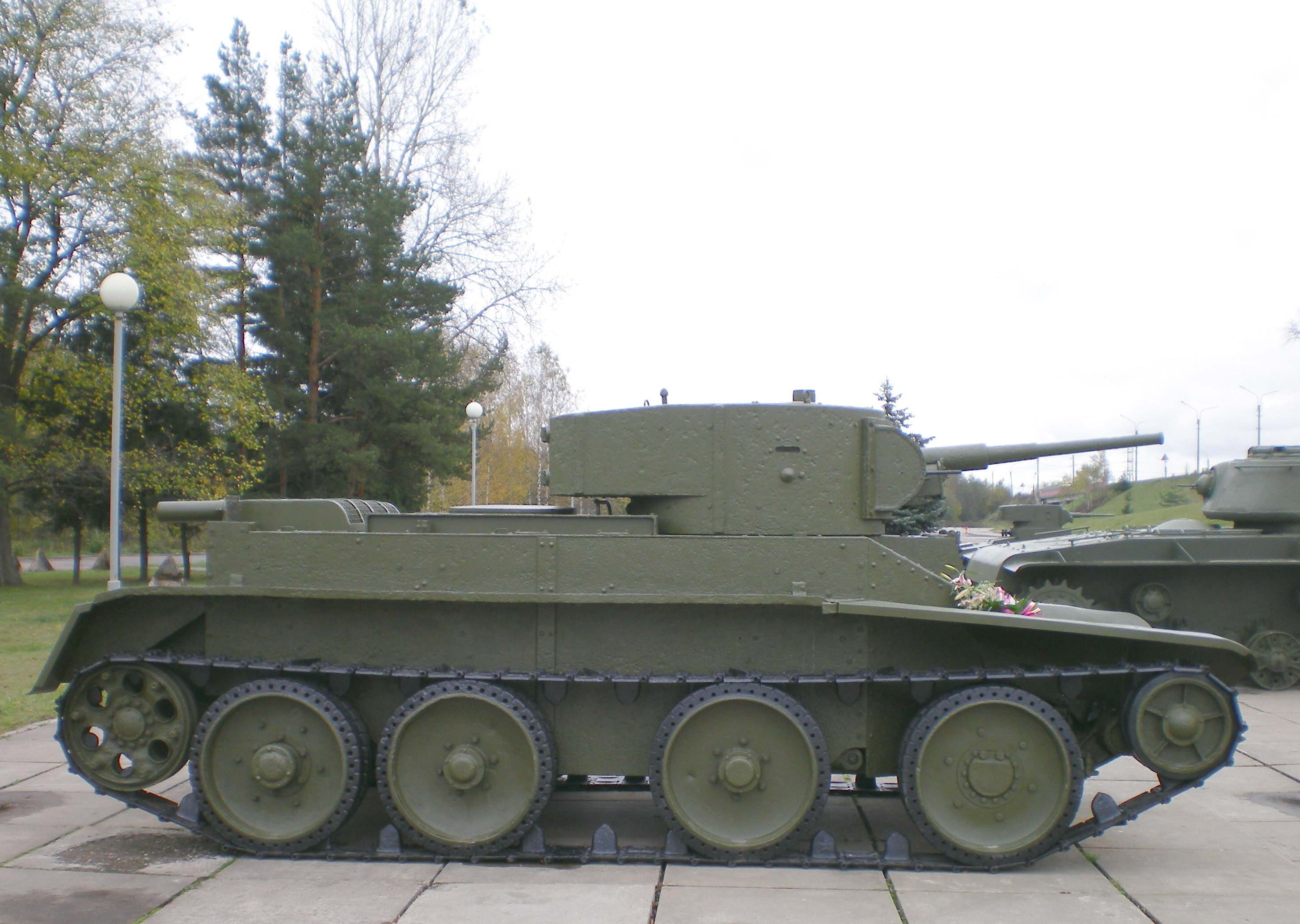
Лёгкий танк БТ-5 1933 г.

По окончании Первой мировой войны опыта, необходимого для выработки стратегии использования бронетехники, танкостроители и военные не получили. Конструкции танков постепенно усложнялись, их назначение и разнообразие увеличивалось. Появились новые классы танков, а также многократно пересматривались и изменялись пределы боевой массы лёгких и средних танков, которые продолжали постоянно расти.
В британской военной науке, в силу специфики национальных вооружённых сил, танки было принято классифицировать по роду войск, к которому они придавались как средство усиления, на:
- Кавалерийские (быстроходные в основном с лёгким вооружением);
- Пехотные (тихоходные, с усиленным бронированием и пулемётным и пушечным вооружением);
- Артиллерийские (с усиленным пушечным вооружением)[2].

Эта типология проецировалась ими на советские, германские и японские танки, которые имели другую классификацию в своих странах. С развитием танковых войск она сохранилась ещё на десятилетия.
С экспериментами межвоенного периода в направлении создания «сухопутных броненосцев» и «истребителей танков», танки стали классифицироваться по количеству башен:
- Башенные (классической компоновки);
- Безбашенные;
- Двухбашенные;
- Многобашенные.

В межвоенный период появился универсальный способ классификации танков в зависимости от их весовой категории. По массе танки разделялись на:
- Лёгкие. Сюда входят все танки, предназначенные для решения специальных задач. Как правило, они отличались от средних и тяжёлых танков меньшей защищённостью (тонкая броня) и часто (но не всегда) более слабым вооружением, а также более высокой скоростью передвижения;
- Средние;
- Тяжёлые.

В послевоенный период, с появлением боевых машин пехоты и других типов лёгкой бронетехники, которые фактически взяли на себя функции лёгких танков, а также с постепенным переходом танков в весовую категорию «масса 40 тонн +», формулировки «лёгкий» и «средний» танк постепенно исчезли из употребления.
С развитием танковой мысли в наиболее развитых в промышленном отношении странах мира и экспериментами в области танкостроения в предвоенное время, танки стали подразделяться помимо прочего и по типу движителя:
- Гусеничные (традиционный вариант);
- Колёсные (в некоторых странах относят к бронеавтомобилям);
- Колёсно-гусеничные.

До 1930-х годов в вооружённых силах всех стран, где имелись танки, они классифицировались (определялись) не по характеру их тактического предназначения, а по весу (лёгкий, средний, тяжёлый) или по размерам (малый, средний, большой). Эта классификация танков, по мнению специалистов требовала изменений. Они считали что такая классификация страдает большой неконкретностью, и само название «лёгкий», «тяжёлый» не даёт чёткого представления о тактическом назначении, технических и боевых свойствах танка.
Предлагалось для устранения недочётов в классификации танков новое определение основных типов танков в соответствии с их тактическим назначением (по примеру авиации):
- Танк-разведчик;
- Танк сопровождения;
- Танк дальнего действия;
- Танк прорыва;
- Танк-истребитель.

### Советская классификация
В 1920-х годах в СССР началось промышленное производство собственной броневой техники и вооружения, в массовом количестве, и вместе с ним были заложены основы концепции боевого применения броневых сил (войск). В 1927 году в «Боевом уставе пехоты» особое внимание было уделено боевому применению танков и их взаимодействию со стрелковыми (пехота) частями и подразделениями.
18 июля 1929 года РВС СССР принял «Систему танко-тракторного и автоброневого вооружения Рабоче-Крестьянской Красной Армии»

I. Утвердить на вторую пятилетку следующую систему бронетанкового вооружения РККА:
1. Основные танки — пять типов:
  - Разведывательный танк — основной танк службы обеспечения всех механизированных соединений. Средство боевой разведки и боя пехоты. Основные требования: быстроходность, вездеходность (в том числе — плавучесть), манёвренность, низкий габарит, дешевизна и массовость производства.
  - Общевойсковой танк — основной танк количественного усиления ТРГК, он же танк общевойсковых соединений.
  - Оперативный танк — танк самостоятельных механизированных соединений. Танк должен быть быстроходным, вездеходным (в том числе плавучим) и мощно вооружённым.
  - Танк качественного усиления ТРГК — танк качественного усиления ТРГК для преодолевания сильно укреплённых оборонительных полос. Основные требования: сильное вооружение и броня, быстроходность, позволяющая его применить также в операции совместно с мехсоединениями.
  - Мощный танк особого назначения — танк качественного, добавочного усиления ТРГК при прорыве особо сильно и заблаговременно укреплённых полос. Основное требование — мощное вооружение и броня, защищающая от мелкокалиберных снарядов. Способность бороться с бетонными сооружениями.

2. Специальные танки — семь типов. (На шасси, стандартных с перечисленными выше).
а) 3 химических (на шасси общевойскового, разведывательного и оперативного танков);
б) 2 сапёрных (на шасси общевойскового танка и танка качественного усиления ТРГК);
в) самоходная артиллерийская установка (на агрегатах общевойскового танка);
г) танк управления (на шасси общевойскового танка и танка качественного усиления ТРГК).
3. Бронемашины — два типа:
а) разведывательная (на шасси Форд-А),
б) боевая (на шасси Форд-ААА).
4. Железнодорожные боевые машины — 2 типа:
а) мотоброневагон,
б) разведывательная дрезина — бронеавтомобиль (стандартный с бронемашиной).
5. Тракторы — три типа (все типы общегосударственные):
а) лёгкий быстроходный трактор СТЗ-3;
б) тяжёлый быстроходный трактор «Коммунар»;
в) тяжёлый мощный трактор «Сталинец».
6. Транспортёры — два типа:
а) транспортёр боеприпасов на поле боя (шасси стандартное с разведывательным танком);
б) транспортёр пехоты (на шасси лёгкого трактора).
7. Транспортные машины (существующие на массовом производстве с установкой трёхосных ходовых частей и полугусеничных снежных ходов):
а) Форд-А,
б) Форд-АА,
в) АМО-5,
г) Я-5.

— Постановление № 71сс/о Совета Труда и Обороны о системе танкового вооружения РККА, 13 августа 1933 г.
Система броневого и танкового вооружения РККА менялась в связи с определёнными причинами: развитием науки, изменяемыми требованиями военных в ходе оборонного производства и ограниченными возможностями промышленности.
На тот период типам танков соответствовали следующие марки машин:
- разведывательный танк — Т-37;
- общевойсковой танк — Т-26;
- оперативный танк — БТ-5;
- танк качественного усиления ТРГК — Т-28;
- мощный танк особого назначения — Т-35.

#### По массе
Танки в СССР в 1930-е — 1940-е годы классифицировались по массе следующим образом:
- малые танки — танки массой до 5 т. Вооружены обычно одним или несколькими пулемётами: Т−37, Т−38. Предназначались для ведения разведки в интересах общевойсковых и танковых частей и соединений, а также использовались как средство связи и транспортировки; большинство малых танков были сделаны плавающими, и поэтому могли применяться при форсировании водных преград;
- лёгкие танки — танки боевой массой 5−15 т. Вооружены малокалиберной пушкой и пулемётом: БТ, Т-26, Т-50, Т-60, Т-70, Т-80. Являлись основным средством усиления пехоты или конницы во всех видах общевойскового боя;

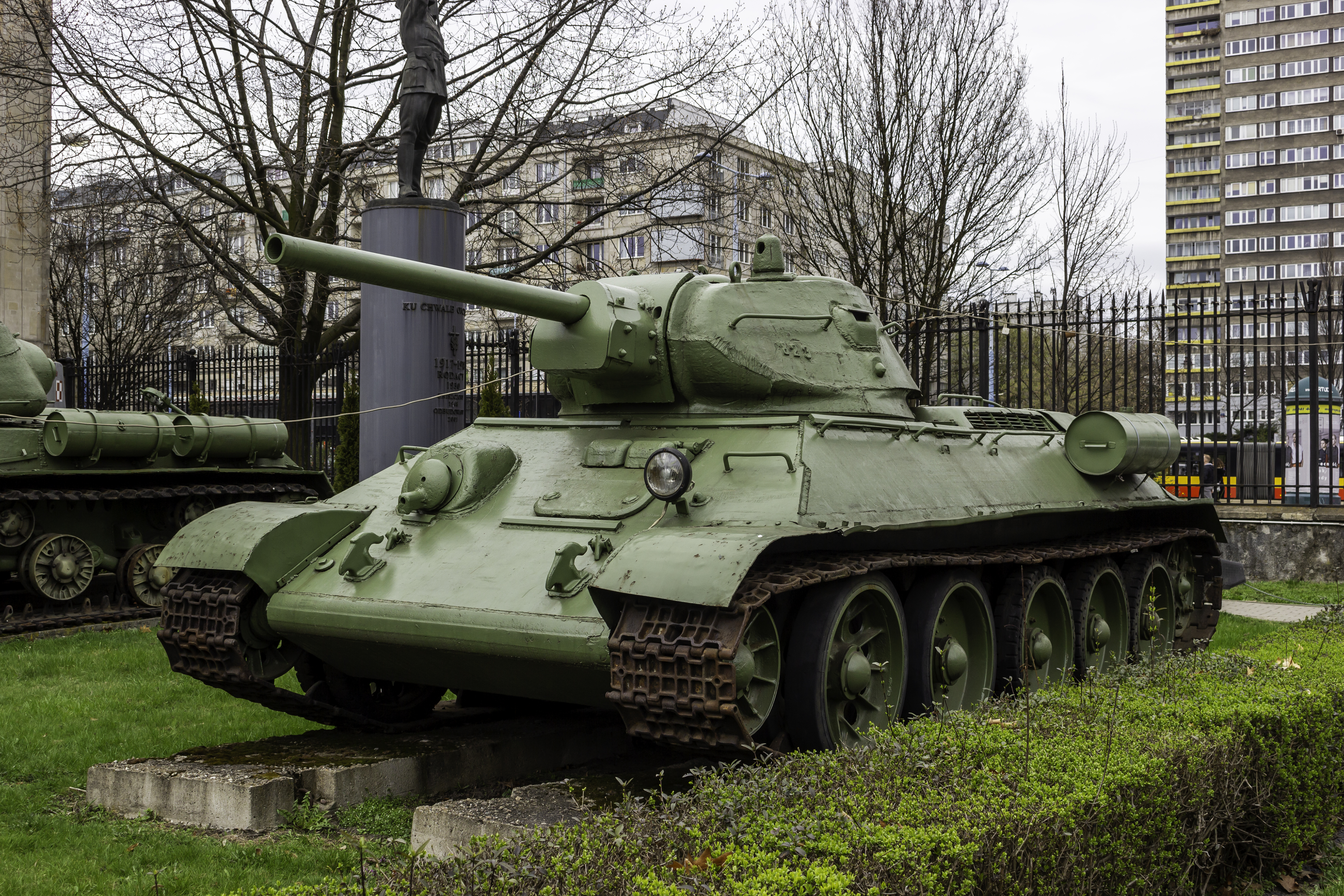
Средний танк Т-34

- средние танки — танки боевой массой 16−30 т: Т-28, Т-34. Вооружены обычно пушкой среднего калибра и пулемётами; предназначались для развития успеха при прорыве сильно укреплённой оборонительной полосы противника;
- тяжёлые танки — танки боевой массой выше 30 т. Вооружены орудием крупного калибра и пулемётами, иногда с несколькими орудиями разных калибров: Т-35, модификации танков КВ и ИС; предназначались для усиления общевойсковых соединений при прорыве сильно укреплённой обороны противника и атаки его укрепрайонов.

#### По задачам (радиусу действия)
В 1920−1930 годах распространение в РККА получила классификация по задачам (функциям) и радиусу действия: согласно отечественной терминологии — танки непосредственной поддержки пехоты (пехотные по франко-британской классификации) и танки дальнего действия (кавалерийские или крейсерские по франко-британской классификации), предназначавшиеся для прорыва обороны и развития успеха. Конструктивно первые выполнялись более тяжёлыми, и, следовательно, менее подвижными, но с лучшей броневой защитой и более мощным вооружением, вторые – более лёгкими, быстроходными, с большим запасом хода.
Танки подразделялись на группы:
- Танки дальнего действия (ТДД)[7][8], предназначавшиеся (выделенные) для прорыва в глубину обороны противника во взаимодействии со стрелковыми частями (пехота); предусматривались теорией глубокого боя и глубокой операции.

Задачи ТДД:
1. прорыв в тыл главных сил обороны противника,
2. уничтожение основных группировок артиллерии противника,
3. разгром тактических и оперативных резервов и штабов противника,
4. отрезание главным силам противника путей отхода.

- Танки дальней поддержки пехоты (ТДПП)[7], предназначавшиеся для подавления пулемётного и миномётного огня противника на глубину до 1−2 км впереди наступающей пехоты.
- Танки непосредственной поддержки пехоты (ТНПП)[7][8], предназначавшиеся для прорыва обороны противника совместно с пехотой, которой они придавались.
- Специальные танки (танки особого назначения):
  - артиллерийские, предназначавшиеся для поддержки танков (общего назначения); имели по сравнению с ними более мощное вооружение (например, АТ-1);
  - огнемётные и химические, вооружённые огнемётами и оснащённые приборами дымопуска, предназначавшиеся для огнеметания по живой силе и огневым точкам противника, а также для постановки дымовых завес и применения химического оружия;
  - инженерные для преодоления инженерных заграждений и естественных препятствий;
  - радиотанки с радиоаппаратурой для радиосвязи командования танковых подразделений, частей и соединений;
  - Телетанки  для вывода на поле боя без экипажей, посредством командной линии управления (проводной или беспроводной) — (ТТ-26 выпускали в СССР небольшой серией);
  - танки-транспортёры, предназначавшиеся для снабжения танков (общего назначения) боеприпасами и ГСМ в ходе боя, транспортировки пехоты к месту боевых действий и эвакуации раненых (из современных боевых машин полноценным танком-транспортёром можно считать боевую машину пехоты[источник не указан 4589 дней]).

В 1930-х годах считалось, что основой боевого порядка при прорыве тактической обороны является пехота. В тесном взаимодействии с ней наступают танки непосредственной поддержки пехоты (ТНПП). Впереди них действуют танки дальней поддержки пехоты (ТДПП) с задачей подавления пулемётного и миномётного огня противника на глубину до 1−2 км впереди наступающей пехоты. И, наконец, в глубине оборонительного расположения противника действует группа танков дальнего действия (ТДД) с задачей подавления артиллерии противника и уничтожения его тактических резервов. После прорыва обороны противника предусматривалось развитие прорыва в оперативную глубину танковыми и механизированными соединениями при поддержке авиации. По мере роста мощи противотанковой обороны (опыт боёв в Испании, на Карельском перешейке и на Дальнем Востоке) указанные способы использования и действий танков потребовали уточнения и в дальнейшем подверглись изменениям: были, в частности, отменены танковые группы ДПП и ДД.
— А. И. Радзиевский. Танковый удар. — М.: Воениздат, 1977.
К концу 1930-х годов деление танков на группы при прорыве обороны противника (ТДД) было признано нецелесообразным.

#### Танкетка
Танкетки к танкам не относились, представляли собой лёгкие боевые гусеничные одно-, двух- и трёхместные (экипаж 1—3 человека), бронированные (противопульное, до 10 мм), вооружённые одним или двумя пулемётами машины 1920—1930-х годов, массой до трёх тонн, предназначавшиеся для разведки и связи, скоростью до 45 км/ч (например Т-27).

### Франко-британская классификация
В Великобритании и Франции стратегия ведения боя с помощью бронетехники предполагала участие двух групп танков: пехотных и кавалерийских.

#### Пехотный танк
К пехотным танкам относятся танки непосредственной поддержки пехоты при штурме укреплённых позиций. Невысокие требования к скорости позволили конструкторам оснастить их бронёй более мощной, чем у среднего танка. Его главная цель — подавление или разрушение укреплённых огневых точек, уничтожение вражеских солдат, защита пехоты от контратаки, преодоление защитных укреплений.
По советской классификации пехотные танки можно было бы отнести к средним или тяжёлым танкам. На начало Великой Отечественной войны к пехотным танкам в СССР можно отнести тяжёлый танк КВ-1, на смену которому к концу войны пришёл тяжёлый танк прорыва ИС-2. В европейской традиции к пехотным танкам относятся английские «Матильда II» (англ. Matilda II), «Валентайн» (англ. Valentine) и «Черчилль» (англ. Churchill).

#### Кавалерийский танк
К кавалерийским (крейсерским) танкам относили быстрые танки с лёгкой бронёй и небольшими орудиями, созданные для быстрого проникновения в тыл противника и нанесения урона неожиданными атаками. На практике в ходе Второй мировой войны эти танки оказались малоэффективны — это было вызвано в первую очередь тем, что иногда командование не умело тактически правильно использовать имеющуюся в их распоряжении бронетанковую технику и использовало мобильные и слабобронированные кавалерийские (крейсерские) танки в качестве пехотных, что вызывало огромные потери в технике. Германия оказалась единственной страной, умело применявшей кавалерийские (крейсерские) танки в ходе Второй мировой войны. Эффективность была достигнута высокой выучкой личного состава танковых частей и хорошей подготовленностью командного состава, что позволило германской армии одержать ряд значительных побед в начале Второй мировой войны.
По советской классификации кавалерийские (крейсерские) танки можно было бы отнести к лёгким и средним танкам, например танки серии БТ (БТ-2, БТ-5, БТ-7 и т. д.) и другие. В германской традиции к таким танкам можно отнести танки PzKpfw III. В англо-американской традиции примером кавалерийского (крейсерского) танка может служить английский «Крусейдер» (англ. Crusader — «крестоносец»).
В начале 1930-х годов в СССР начинается производство быстроходных танков. Ряд исследователей относят эти танки к танкам развития прорыва. В рамках этой концепции отличилось КБ завода им. Коминтерна под руководством А. А. Морозова, которое последовательно разрабатывая это направление в танкостроении и создало следующую линейку танков: БТ-2 (1931), БТ-5 (1933), БТ-7 (1934). В дальнейшем, развивая концепцию быстроходного танка Завод им. Коминтерна в 1939 году запустил в производство танк Т-34, который во многом конструктивный наследник линейки танков БТ.

## Танки второй половины XX века
Вторая мировая война и эпоха локальных войн (1950—1979 годов) дали толчок развитию танкостроения. Был накоплен богатый опыт боевого применения броневой техники и танков в частности. Разработаны новые крупнокалиберные орудия, новые виды брони, появилась защита от радиации и ОМП, появился стабилизатор наведения и автомат заряжания, а также многое другое (см. Танковое вооружение).
Наряду с изменениями строения и назначения танков и броневой техники изменилась и система их классификации:
- Лёгкие танки с появлением ракетного вооружения и крупнокалиберных танковых орудий в основном трансформировались в боевые машины поддержки пехоты (БМП).
- Улучшение характеристик и тактических качеств средних танков привело к преобразованию среднего танка в «основной боевой танк».
- Благодаря развитию ракетного вооружения тяжёлые танки практически исчезли как класс боевых машин: их заменил основной боевой танк. При том что вес современных западных ОБТ соответствует весу тяжёлых танков времён Второй Мировой, а вес российских после навешивания дополнительной защиты к этому весу вплотную приближается.

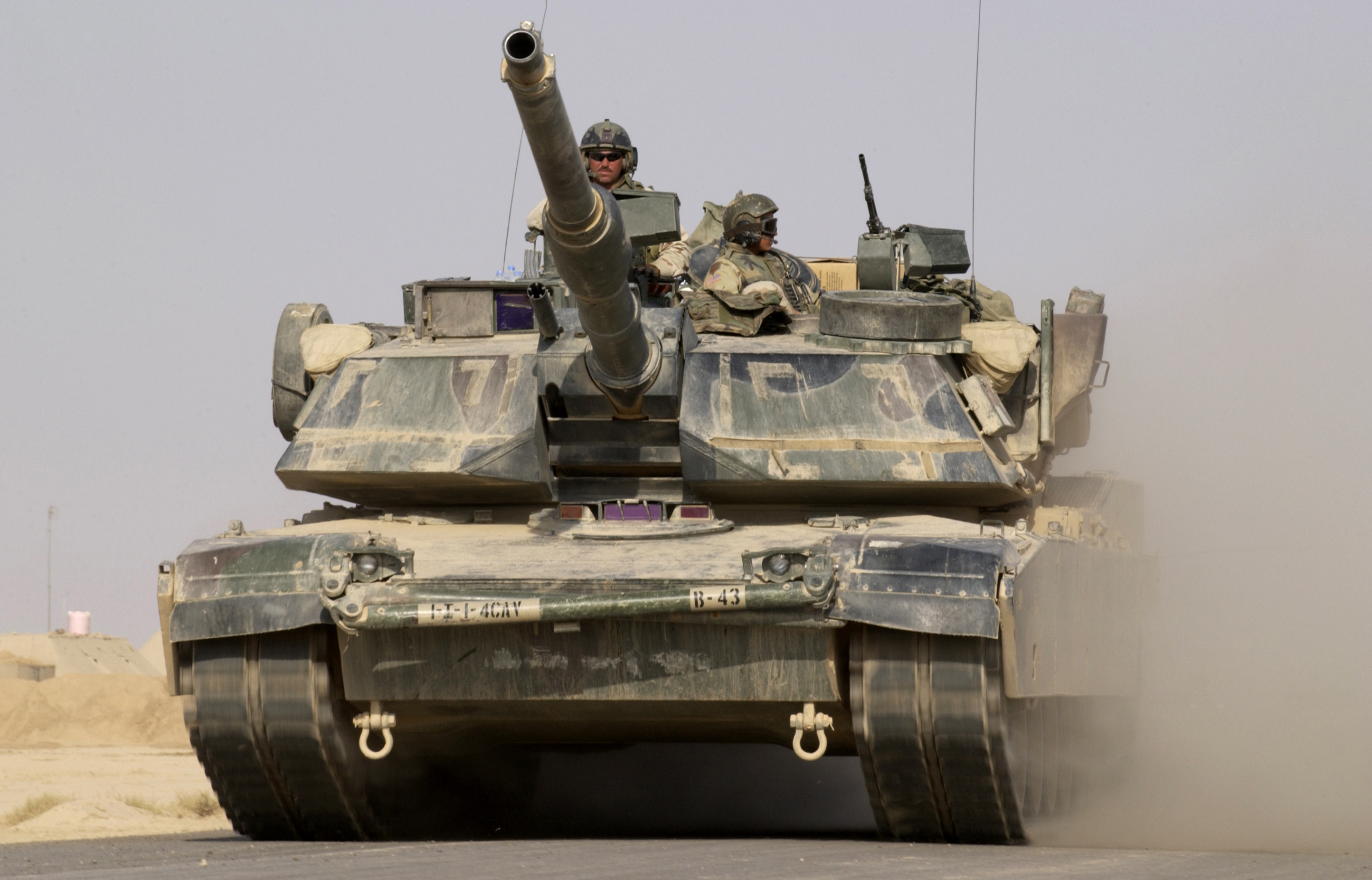
Основной боевой танк «Абрамс».

Развитие возможностей военно-транспортной авиации (ВТА), в частности, увеличение грузоподъёмности самолётов, и появление универсальных десантных кораблей — стало стимулом к развитию теории боевого применения танков в воздушных и морских десантных операциях; теоретически танки стали подразделять по способу вывода на поле боя:
- Десантные (или авиадесантные) танки воздушно-десантных и десантно-штурмовых войск, предназначенные для десантирования парашютным способом (на практике классифицируются как лёгкие аэромобильные или лёгкие аэротранспортабельные, в СССР и России их роль выполняли и выполняют БМД);
- Летающие танки сухопутных войск, для перелёта через укреплённую линию обороны противника и развития наступательных военных действий в тылу (такие эксперименты прекратились с появлением ударных вертолётов);
- Плавающие (или амфибийные) танки морской пехоты, для десантирования методом приводнения с аппарели десантных кораблей и плавающие танки сухопутных войск, для форсирования рек и других водных преград на сухопутном театре военных действий.

### Поколения танков
В это же время в мировом танкостроении появилась классификация по поколениям, эта классификация условна и официально не зарегистрирована. Несмотря на разнообразие конструкций и типов танков, разработанных до Второй мировой войны, среди них не просматривается поколение.
1. Первое поколение приходится на 1950—1960 годы, включая некоторые модели разработанные во время войны[10]: Т-34-85[10][12], Пантера[10][12], М26 «Генерал Першинг»[12], M47, М48А1 и М48А2, английские «Центурионы»[10][12], советские Т-54[12] и Т-55, японский Тип 61.
2. Второе поколение танков относится к 1960—1970 годам[10], которые теперь называются в США — «основной боевой танк», в СССР — «основной танк»[12]: советский Т-62[10], Т-64А[12], американские М60[10][12], М60А1, английские «Чифтен»[10][12], «Виккерс» Мк 1 («Виджаянта»), французский АМХ-30, немецкий «Леопард» (модификации А1, А2 и A3), швейцарский Pz 61, шведский Strv-103,
  - Первое переходное поколение (1970—1980 гг.)[10]: американские танки М60А2 и М60АЗ, английский «Виккерс» Мк 3, немецкий «Леопард-1А4», советские Т-64 и Т-72, итальянский OF-40, швейцарский Pz 68, японский Тип 74, израильский «Меркава» Мк1.
3. Танки, появившиеся с 1980-х годов относятся к третьему поколению танков[10]: советский Т-80 в нескольких модификациях и Т-90, Т-64БВ[12] и Т-72Б[12], японские Тип 90 и Type 10, китайские Тип 88 и Тип 99 (ZTZ-99), южнокорейский К2 «Чёрная пантера»[11], американский М1 «Абрамс», английский «Челленджер-1», немецкий «Леопард-2», израильский «Меркава» Мк 3, итальянский С1 «Ариете», французский «Леклерк».
  - Наличие значительного количества танков второго поколения и высокая стоимость танков третьего подтолкнули к идее осуществления глубокой модернизации первых до уровня самых современных машин. В результате осуществлённых работ появились танки так называемого второго переходного поколения[10]: американский «Супер» М60, английские «Чифтен 800» и «Чифтен 900», французские АМХ-32 и АМХ-40,  израильский «Меркава» Мк 4[12] и основательно модернизированный «Абрамс» модификации M1A2SEPV2[12].
  - Исходя из тех соображений, что танки третьего поколения — М1А2 «Абрамс», «Челленджер-2», «Леопард-2А5», «Леклерк», и последние модели Т-80, — по ряду конструктивных особенностей и оснащению существенно отличаются от базовых машин, некоторые специалисты предлагают выделить их в так называемое третье переходное поколение (примерно до 2005 года)[10].
4. Четвёртое поколение танков связано с дальнейшей роботизацией машин, совершенствованием вооружения и защиты, кардинальными изменениями классической компоновки, необитаемой башней. К танкам четвёртого поколения относят Т-14[11][13] и K2[14], а также проектируемый американский AbramsX[15].

Вместе с тем существует и другой подход к этой проблеме: за танки 1-го поколения принимаются все машины, разработанные до начала второй мировой войны, 2-го — танки военного периода, к 3-му поколению причисляются машины, созданные в 1945—1970 годах, а самые современные модели — к 4-му. Такое деление является чересчур упрощённым и практически не пригодно для сравнительной оценки танков.
Применительно к первому послевоенному поколению понятия «средний» («среднепушечный») и «тяжёлый» («тяжелопушечный») танк стали характеризовать, помимо массы и основного вооружения машин, также и уровень их боевых свойств, то есть перечень боевых задач возложенных на них. Стремительное развитие науки и техники в мире, за счёт конкуренции между СССР и США (Холодная война) привели к тому, что разница во всех показателях между средними и тяжёлыми танками стала заметно уменьшаться и постепенно сошла на нет, а лёгкие танки были заменены БРМ и БМП). Произошло это при создании танков второго послевоенного поколения, которые стали называть «основными», то есть теми которые составили основу танкового парка вооружённых сил государства. Позднее этот термин был закреплён практикой мирового танкостроения и международных договорных отношений в области сокращения, контроля и уничтожения вооружений и техники между СССР и США.

### Определения в международном праве после окончания Холодной войны
В 1990 году в Договоре об обычных вооружённых силах в Европе введены определения «боевого танка» и «боевой бронированной машины», которые позднее были использованы в Регистре обычных вооружений ООН, Межамериканской конвенции о транспарентности приобретений обычных вооружений и Международном договоре о торговле оружием.
Боевыми танками считаются самоходные (колёсные или гусеничные) бронированные боевые машины:
- обладающие высокой проходимостью на пересечённой местности;
- обладающие высоким уровнем защищённости;
- обладающие высокой огневой мощью, что выражается в наличии пушки калибром не менее 75 мм с высокой начальной скоростью снаряда для ведения огня прямой наводкой;
- имеющие сухой вес не менее 16,5 тонн.

Также в определение ДОВСЕ (но не более поздние) включается требование угла обстрела главного орудия 360 градусов.
Боевыми бронированными машинами считаются самоходные (колёсные или гусеничные, а в Регистре обычных вооружений и полугусеничные):
- обладающие бронезащитой;
- обладающие проходимостью по пересечённой местности;
- либо сконструированные и оборудованные для перевозки пехотного отделения в составе не менее 4 человек,
- либо вооружённые (встроенным или штатно устанавливаемым) оружием калибром не менее 20 мм (ДОВСЕ и регистр ООН первоначально) или 12,5 мм (Межамериканская конвенция 1999 года и вышеупомянутый регистр в последнее время),
- либо вооружённые пусковой установкой ПТУР (ДОВСЕ и регистр ООН первоначально) или любых других ракет, кроме зенитных (опять же, в Межамериканской конвенции и позднее в регистре ООН).

Как отмечала в 2004 году Группа правительственных экспертов по Регистру обычных вооружений ООН в докладе о постоянном функционировании этого регистра и его дальнейшем развитии, некоторые лёгкие танки вписываются в эту категорию регистра.

### Классификация по массе
В Советской армии классификацию по массе продолжали официально использовать по меньшей мере до 1970-х гг.:
- лёгкий танк — до 20 тонн (ПТ-76);
- средний танк — до 40 тонн (Т-54, Т-55, Т-62, Т-64А[22], Т-72[23]);
- тяжёлый танк — свыше 40 тонн (Т-10).

### Основной танк (ОТ)
В настоящее время является основой современных танковых парков вооружённых сил любой страны мира.
Основное предназначение:
- усиление мотострелковых войск (мотопехоты) и других родов войск при всех видах боёв и операций;
- прорыв укреплённых позиций;
- уничтожение огневых точек;
- уничтожение техники и живой силы противника;
- быстрая организация оборонительных рубежей.

Современные ОТ как средние так и тяжёлые по массе, вооружены мощными универсальными орудиями, некоторые имеют ракетное вооружение, различными пулемётами и хорошо защищены многослойной комбинированной бронёй, многие имеют дополнительно динамическую и активную броню, имеют РХБЗ. Однако даже тяжелобронированные современные танки достаточно уязвимы для современных противотанковых средств (ракетное противотанковое оружие (в частности пехотное и авиационное), противотанковые мины и противотанковые гранаты для ручных гранатомётов), что неоднократно показывали так называемые локальные конфликты.

### Плавающий танк

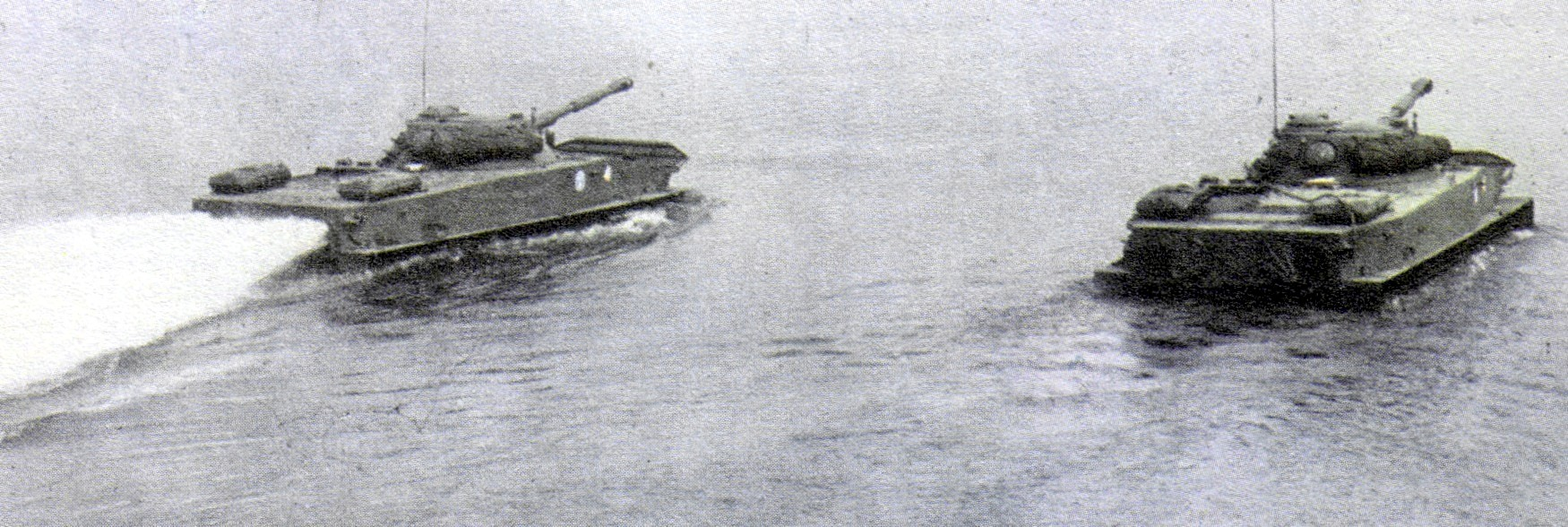
ПТ-76 на плаву, 7-я дивизия обороны, Войско Польского (ВС ПНР), 1971 год

Танк-амфибия, способный переплывать водные преграды и десантироваться с десантного корабля без необходимости подхода десантирующего корабля прямо к берегу.
К плавающим танкам относилась и серия советских танков ПТ-76.

### Специальный танк
К специальным танкам (не основным) как виду вооружения, в тех или иных вооружённых силах относят:

#### Сапёрный (инженерный) танк
Сапёрный или инженерный танк — боевая машина для создания оборонительных укреплений и разрушения фортификационных сооружений противника под его огнём. Как правило, специальный танк изготовлен, для уменьшения издержек, на базе основных танков, и применяется со специальным оборудованием, для выполнения тех или иных боевых задач.
Сапёрные (инженерные) танки могут быть оснащены разным инженерным оборудованием которое может включать: бульдозерный отвал с гидравлическим приводом, кран, тяговую лебёдку и может оснащаться минным тралом для преодоления минных полей.
В России называется инженерная машина разграждения (ИМР) и является вооружением инженерных войск и войск гражданской обороны.

#### Танковый мостоукладчик
Танковый мостоукладчик предназначен для транспортировки и развёртывания металлического моста для переправы по нему броневой, танковой и другого вооружения и техники, в частности — через разные преграды. Например: МТУ, МТУ-72, МТУ-90 (такая боевая машина — одна из современных разновидностей «инженерных танков»).

#### Бронированная ремонтно-эвакуационная машина
Бронированная ремонтно-эвакуационная машина — Боевая машина, основное назначение которой — эвакуация неисправной и/или застрявшей и/или повреждённой и/или ремонт вооружения и военной техники (танков (основных и специальных), броневых транспортёров (БТР), БМП, БМД, САУ и тому подобное), в том числе и под огнём противника.

### Химический танк
Историческая разновидность специальных танков, оснащавшаяся средствами химического заражения местности, постановки дымовых завес и огнеметания.